# The Sudbury Star
The Sudbury Star est un quotidien régional canadien publié à Sudbury en Ontario. Il appartient à la société Postmedia Network.
Le Sudbury Star est le journal ayant le plus grand tirage du Nord-Est de l'Ontario, à l'exception des hebdomadaires gratuits publiés par The Sault Star les vendredis.

## Historique
Le Sudbury Star a commencé sous le nom de Northern Daily Star en janvier 1909. Il entra en compétition avec un autre quotidien local, le Sudbury Journal.
Le Northern Daily Star a été en difficulté financière dès le début et a du fermer ses portes en seulement six mois. Le personnel, sous la direction du contremaître William Edge Mason, a repris le journal en difficulté.
Mason a rapidement su trouver dix investisseurs influents pour soutenir le journal en péril. Il créa la WE Mason Equipment dans le but de gérer le journal.
Avant le début de la Première Guerre mondiale, Le Northern Daily Star de Mason connaissait le succès. Le Sudbury Journal, quant à lui, fit faillite.
En 1922, Mason s'est porté acquéreur du North Bay Nugget de North Bay.
En 1935, il a lancé la première station de radio commerciale de Sudbury, CKSO.
À la mort de Mason, en 1948, la propriété du Star fut transmise à sa succession Le Nugget a été presque immédiatement racheté par ses employés.
The Sudbury Star est resté la propriété de la succession de Mason jusqu'en 1950, alors que J. R. Meakes, le rédacteur en chef et directeur général qui a succédé à Mason, a racheté le journal avec les co-investisseurs, George Miller, Jim Cooper et Bill Plaunt.
En 1953, le même groupe d'investisseurs a lancé CKSO-TV, la première station de télévision de Sudbury et la première station de télévision au Canada n'appartenant pas à la Société Radio-Canada.
En 1955, The Sudbury Star a été acheté par The Thomson Corporation. Meakes est demeuré rédacteur en chef et directeur général jusqu'à sa retraite en 1975.
Au début des années 1960, la ville de Sudbury vécu une guerre des journaux entre deux hebdomadaires en démarrage, le Sudbury Sun et le Sudbury Scene, propriété du Star The Sun, une publication de Northland Publishers, fit faillite en 1962 et intenta une action en justice contre The Scene. Il était allégué que The Scene avait délibérément fixé ses tarifs publicitaires sous ceux du Sun pour protéger le monopole de The Thomson Corporation sur la publication de périodiques de langue anglaise dans la ville. La commission fédérale des pratiques commerciales a tranché en faveur de Thomson.
À la suite de cet échec, le Sudbury Sun a été vendu à Southam Newspapers en 1996, à Osprey Media en 2001, et à Sun Media en 2007 En 2015, Postmedia Network a acquis Sun Media.
En octobre 2013, The Sudbury Star a quitté son domicile de 33 ans, Rue MacKenzie à Sudbury, pour de nouveaux bureaux au 128 rue des pins.
Le rédacteur en chef actuel du The Sudbury Star est Don MacDonald, qui a assumé le rôle en 2014.